# Басейн Західного Бугу
Басейн Західного Бугу — водозбір річки Західний Буг, загальною площею 39 580 км². Поширюється на території Польщі, України та Білорусі. З'єднується через Дніпровсько-Бузький канал з басейном річки Прип'яті.

## Загальна інформація
Площа водозбору на території України становить 10 410 км². Найбільші притоки: ліві — Варяжанка, Золочівка, Кам'янка, Полтва, Рата, Солокія, праві — Білосток, Луга, Неретва, Солотвина, Рокитна, Холоївка. Притоки мають невеликі басейни (240—570 км²) та широкі заболочені заплави. В басейні розміщується група Шацьких озер, на кордоні з Білоруссю заплава Західного Бугу меліорована та з'єднана каналом із річкою Прип'ять.
У 1962 році уряд тодішньої Польщі змінив порядок окремих приток Вісли, через що Західний Буг став притокою річки Нарви, а до цього було навпаки. Через це рішення зменшилася площа басейну Західного Бугу з 73 470 км² до сучасних 39 580 км² і, навпаки, збільшилася площа басейну Нарви. Окремі видання публікують площу басейну Західного Бугу без врахування цих змін.

## Характеристика
Клімат басейну — помірно-континентальний, подібний до клімату Західної Європи, з м'якою зимою та відносно вологим літом, з частими відлигами взимку. Інтенсивні дощі спричинюють літньо-осінні паводки. Найхолоднішим місяцем є січень, найтеплішим — липень. Середньорічна відносна вологість повітря становить 78 %. Низький рельєф та наявність великої кількости озер формують особливості мікроклімату, характерні для поозер'я. В напрямку із заходу на південний схід кількість опадів та норма стоку зменшується, випаровування збільшується.
Найпоширенішими ґрунтами басейну є дерново-підзолисті, в пониженнях навколо карстових озер та заплавах річок — болотні та торфово-болотні ґрунти, в лісостеповій зоні — сірі ґрунти, іноді чорноземи та дернові ґрунти. Торфовища, з шаром торфу понад 50 см, поширені переважно в заплавах річок.

## Антропогенний вплив
У Львівській області України на території басейну споруджено 7 водосховищ загальним об'ємом 31,4 млн м³. Найбільші з них — Добротвірське та Сокальське. Дніпрово-Бузький канал втратив транспортне значення, однак зберігається можливість його відновлення. У 20 столітті на території Білорусі проводилися значні осушувальні меліорації, найбільші осушення проведено в басейнах річок Мухавець (27 % території) та Пульва (12 %). З метою покращення регіонального транскордонного співробітництва, у 1995 році підписано угоду між Волинською областю України, Люблінським воєводством Польщі та Берестейською областю Білорусі про створення єврорегіону «Буг».
З метою збереження біорізноманіття в басейні річки створено природньо-заповідні території, зокрема Шацький національний природний парк, Втенський заказник, Чахівський ландшафтний заказник, «Мошне», «Згоранські озера», «Озеро Святе», «Озеро Тур».